# James F. Conant
James Ferguson Conant est un philosophe américain. Né le 10 juin 1958 à Kyoto de parents américains, il enseigne actuellement à l'université de Chicago. Il est le petit-fils de l'ancien président de l'université Harvard, James Bryant Conant.

## Travaux philosophiques
James Conant est docteur de l'université Harvard. Auteur d'une œuvre abondante, ses travaux portent principalement sur la philosophie du langage, l'éthique et la métaphilosophie. Spécialiste de l'œuvre de Ludwig Wittgenstein, il est l'un des défenseurs du courant interprétatif désigné sous le nom de "New Wittgenstein (en)" et dont les autres représentants sont notamment Cora Diamond et Alice Crary. Ce courant défend une lecture continuiste de la pensée de Wittgenstein, et refuse d'établir une opposition entre un premier Wittgenstein défenseur d'une métaphysique dogmatique et un second Wittgenstein en adversaire résolu de la métaphysique. 
La continuité qui existe entre la première époque de la pensée de Wittgenstein et celle qui est exprimée dans les Recherches philosophiques est selon Conant à rechercher dans une conception austère du non-sens, dans le refus d'affirmer qu'un non-sens pourrait nous apprendre quelque chose d'important. Dans ces conditions, le Tractatus logico-philosophicus ne saurait être compris comme un ensemble de non-sens nous permettant de voir malgré tout le monde et le langage correctement; il faut au contraire y voir un ouvrage thérapeutique qui doit nous faire prendre conscience de la vacuité totale des non-sens en question. 
Contrairement à ce qui est défendu par l'interprétation mystique de l'ouvrage du premier Wittgenstein, il faut donc selon Conant renoncer à comprendre le Tractatus logico-philosophicus, pour au contraire essayer de comprendre l'auteur de ce livre et le projet anti-métaphysique qui est le sien, projet qui est en parfait accord avec la démarche thérapeutique adoptée par Wittgenstein dans les Recherches Philosophiques. Cette interprétation prend donc au sérieux le "cadre" de cet ouvrage, c'est-à-dire d'une part l'introduction rédigée par Wittgenstein et d'autre part sa conclusion qui nous invite à "rejeter l'échelle" que sont les propositions du Tractatus. Ces propositions doivent ainsi être comprises comme un signal fort du fait que le Tractatus est en réalité un ouvrage parodique. 
La spécificité de la lecture de Conant au sein du courant du New Wittgenstein tient au fait qu'il appuie son interprétation par une mise en parallèle du processus mis en œuvre par Wittgenstein dans le Tractatus d'une part et des processus mis en œuvre par Søren Kierkegaard (usage de l'ironie, recours à des pseudonymes, jeux sur le thème du silence et du non-sens) d'autre part. 
James Conant a également écrit au sujet de Stanley Cavell et de Friedrich Nietzsche. Il a édité les deux volumes des écrits d'Hilary Putnam. Il a enfin édité un volume des écrits de Thomas Kuhn (en collaboration avec John Haugeland). 